# Universidade Rey Juan Carlos
A Universidade Rey Juan Carlos (URJC) é uma universidade pública de Madrid, Espanha, cujo nome é de homenagem ao rei Juan Carlos I. Foi criada por lei 7/1996, de 8 de julho de 1996 e está localizada nas cidades de Móstoles, Alcorcón, Fuenlabrada e Madrid (no distrito de Vicálvaro). Possui 37.950 estudantes.

## Personalidades célebres ligadas à URJC
- Carmen Caffarel
- Guillermo Calleja Pardo
- Jesus Huerta de Soto